# アレッサンドリア県

アレッサンドリア県
Provincia di Alessandria

アレッサンドリア県（アレッサンドリアけん、イタリア語: Provincia di Alessandria）は、イタリア共和国ピエモンテ州に属する県の一つ。県都はアレッサンドリア。

## 地理

### 位置・広がり
ピエモンテ州南東部に位置する県で、東にロンバルディア州およびエミリア＝ロマーニャ州、南にリグーリア州と境界を接する。県都アレッサンドリアは、アスティから東へ約32km、パヴィーアから南西へ約53km、ジェノヴァから北北西へ約62km、州都トリノから東南東へ約75km、ミラノから南西へ約77kmの距離にある。
隣接する県は以下の通り。
- ヴェルチェッリ県 - 北
- パヴィーア県（ロンバルディア州） - 東
- ピアチェンツァ県（エミリア＝ロマーニャ州） - 南東
- ジェノヴァ県（リグーリア州） - 南
- サヴォーナ県（リグーリア州） - 南西
- アスティ県 - 西
- トリノ県 - 北西

### 主要な都市

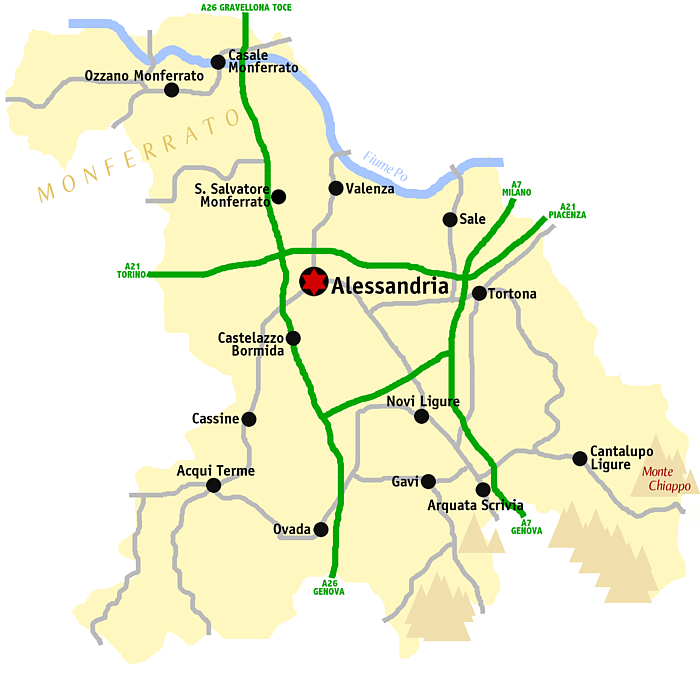
アレッサンドリア県概略図

2001年の国勢調査に基づく居住地区（Località abitata）別人口統計によれば、人口1万人以上の都市は以下の通り。
- アレッサンドリア - 64,589
- カザーレ・モンフェッラート - 31,515
- ノーヴィ・リーグレ - 25,176
- トルトーナ - 21,896
- ヴァレンツァ - 18,036
- アックイ・テルメ - 17,115

- アレッサンドリア
- カザーレ・モンフェッラート
- ノーヴィ・リーグレ

## 行政

### コムーネ
アレッサンドリア県には2021年1月1日現在、187のコムーネが属する。主要なコムーネ（人口5,000人以上）は下表の通り。左端の数字はISTATコードを示す。人口は2020年1月1日現在。
| コード | 自治体名                           | 人口   |
| ------ | ---------------------------------- | ------ |
| 006003 | アレッサンドリア                   | 92,876 |
| 006039 | カザーレ・モンフェッラート         | 33,596 |
| 006114 | ノーヴィ・リーグレ                 | 28,200 |
| 006174 | トルトーナ                         | 27,411 |
| 006001 | アックイ・テルメ                   | 19,845 |
| 006177 | ヴァレンツァ                       | 18,537 |
| 006121 | オヴァーダ                         | 11,164 |
| 006009 | アルクアータ・スクリーヴィア       | 6,310  |
| 006160 | セッラヴァッレ・スクリーヴィア     | 5,924  |
| 006053 | カステルヌオーヴォ・スクリーヴィア | 5,001  |

21世紀に入って以降、以下のコムーネ統廃合 (it:Fusione di comuni italiani) が行われている。
2018年発足
- アッルヴィオーニ・ピオーヴェラ（アッルヴィオーニ・カンビオ、ピオーヴェラが合併）
- カッサーノ・スピーノラがガヴァッツァーナを編入

2019年発足
- ル・エ・クッカロ・モンフェッラート（ル、クッカロ・モンフェッラートが合併）

## 文化・観光

### 世界遺産
県内には、以下の世界遺産がある。
- ピエモンテ州とロンバルディア州のサクリ・モンティ（一部）
  - クレーアのサクロ・モンテ（セッラルンガ・ディ・クレーア）

## スポーツ

### サッカー
県内に本拠を置くプロサッカークラブとしては以下がある。所属リーグは2014-15シーズン現在。
- USアレッサンドリア・カルチョ1912 （アレッサンドリア） - レガ・プロ（3部リーグ）
- USDノヴェーゼ （ノーヴィ・リーグレ） - セリエD（4部リーグ）

このほか、2000年代の一時期にセリエC2（4部リーグ）に属していたASカザーレ・カルチョ （カザーレ・モンフェッラート）があるが、2010年代に入ってから地方リーグ (it:Eccellenza Piemonte-Valle d'Aosta) に属している。

## 人物

### 著名な出身者
- チェーザレ・マリーア・デ・ヴェッキ（英語版） - 20世紀の政治家。「ファシスト四天王」の一人。カザーレ・モンフェッラート生まれ。
- ウンベルト・エーコ - 哲学者・小説家。アレッサンドリア生まれ。